# Éric Srecki
Éric Claude François Srecki (ur. 2 lipca 1964 w Béthune) – francuski szermierz, szpadzista, czterokrotny medalista olimpijski i wielokrotny medalista mistrzostw świata.
Na igrzyskach olimpijskich w Seulu w 1988 roku reprezentacja Francji w składzie: Frédéric Delpla, Jean-Michel Henry, Olivier Lenglet, Philippe Riboud i Éric Srecki zdobyła złoty medal w zawodach drużynowych. W zawodach indywidualnych był siedemnasty. Podczas rozgrywanych cztery lata później igrzysk olimpijskich w Barcelonie wywalczył złoty medal indywidualnie, pokonując w finale Pawła Kołobkowa z WNP 2:0. Drużynowo Francuzi zajęli czwarte miejsce. Następnie razem z Jean-Michelem Henrym i Robertem Leroux zajął drużynowo trzecie miejsce na igrzyskach olimpijskich w Atlancie w 1996 roku. W rywalizacji indywidualnej był tam dziewiąty. Brał też udział w igrzyskach olimpijskich w Sydney w 2000 roku, gdzie Jean-François Di Martino, Hugues Obry i Éric Srecki zdobyli drużynowo srebrny medal. W zawodach indywidualnych był tym razem siódmy.
Podczas mistrzostw świata w Lozannie w 1987 roku wspólnie z kolegami z reprezentacji zdobył brązowy medal w zawodach drużynowych. W tej samej konkurencji Francuzi ze Sreckim w składzie zdobywali następnie złote medale na mistrzostwach świata w Atenach (1994), mistrzostwach świata w Kapsztadzie (1997) i mistrzostwach świata w Seulu (1999) oraz srebrne na mistrzostwach świata w Lyonie (1990), mistrzostwach świata w Budapeszcie (1991), mistrzostwach świata w Essen (1993), mistrzostwach świata w Hadze (1995) i mistrzostwach świata w Chaux-de-Fonds (1998). Ponadto wywalczył złoty medal indywidualnie podczas mistrzostw świata w Hadze (1995), pokonując w finale Roberta Leroux.
Ponadto zdobył srebrne medale indywidualnie na mistrzostwach Europy w Płowdiwie w 1998 roku i drużynowo na mistrzostwach Europy w Bolzano rok później.
Cztery razy był indywidualnym mistrzem Francji (1985, 1990, 1992 i 1994).

## Starty olimpijskie (medale)
Seul 1988
- szpada drużynowo – złoto

Barcelona 1992
- szpada indywidualnie – złoto

Atlanta 1996
- szpada drużynowo – brąz

Sydney 2000
- szpada drużynowo – srebro